# Dicen que dicen (canción)
«Dicen que dicen» es el sexto tema de El Viaje de Copperpot, segundo álbum del grupo español La Oreja de Van Gogh.

## Acerca de la Canción
Es la única canción surrealista del álbum, realmente tiene como trasfondo una historia de amor sobre dos personas que no se han decidido a llevar a cabo su amor, como se advertiría en la frase "y ahora mismo están durmiendo en su cajón; cada beso cada flor cada canción". 
También es la primera vez que el grupo hace referencia al tema de la droga ("Dicen que dicen que anuncian que existe un peculiar vegetal que hace que te rias de la Bruja Avería como la cebolla hace llorar").
Se hace referencia a la bruja Avería del célebre programa español La Bola De Cristal conducido por Alaska. Además incluye otro guiño a la primera película de cine Se armó la gorda (1971) de los Monty Python un grupo británico de humoristas. En inglés la película se llama And Now for Something Completely Different (en español: Y ahora algo completamente diferente) pues la frase se puede escuchar al final del tema; quizá en referencia a la siguiente pista del álbum llamada "Mariposa", cuyo sonido es más acústico respecto a ésta que, en cuanto a sonido, puede definirse como Pop/Rock. También refiere un mensaje positivo en frases como "caer está permitido; levantarse es una obligación".
La canción fue interpretada por el grupo durante su gira 2001 y 2003; a pesar de su melodía pegadiza la canción es una de las pocas que no se extrajo como sencillo.
En el año 2011 la canción fue reincorporada nuevamente en un tour, pero esta vez por la exvocalista del grupo Amaia Montero en un medley junto a otras canciones clásicas de su exgrupo.